# 생생우동
생생우동은 농심이 1995년 12월 2일에 정통우동 맛을 구현한 제품으로 면발은 기름에 튀기지 않은 생면 스타일이다.

## 역사
- 1995년 12월 2일 : 생생우동 용기 출시

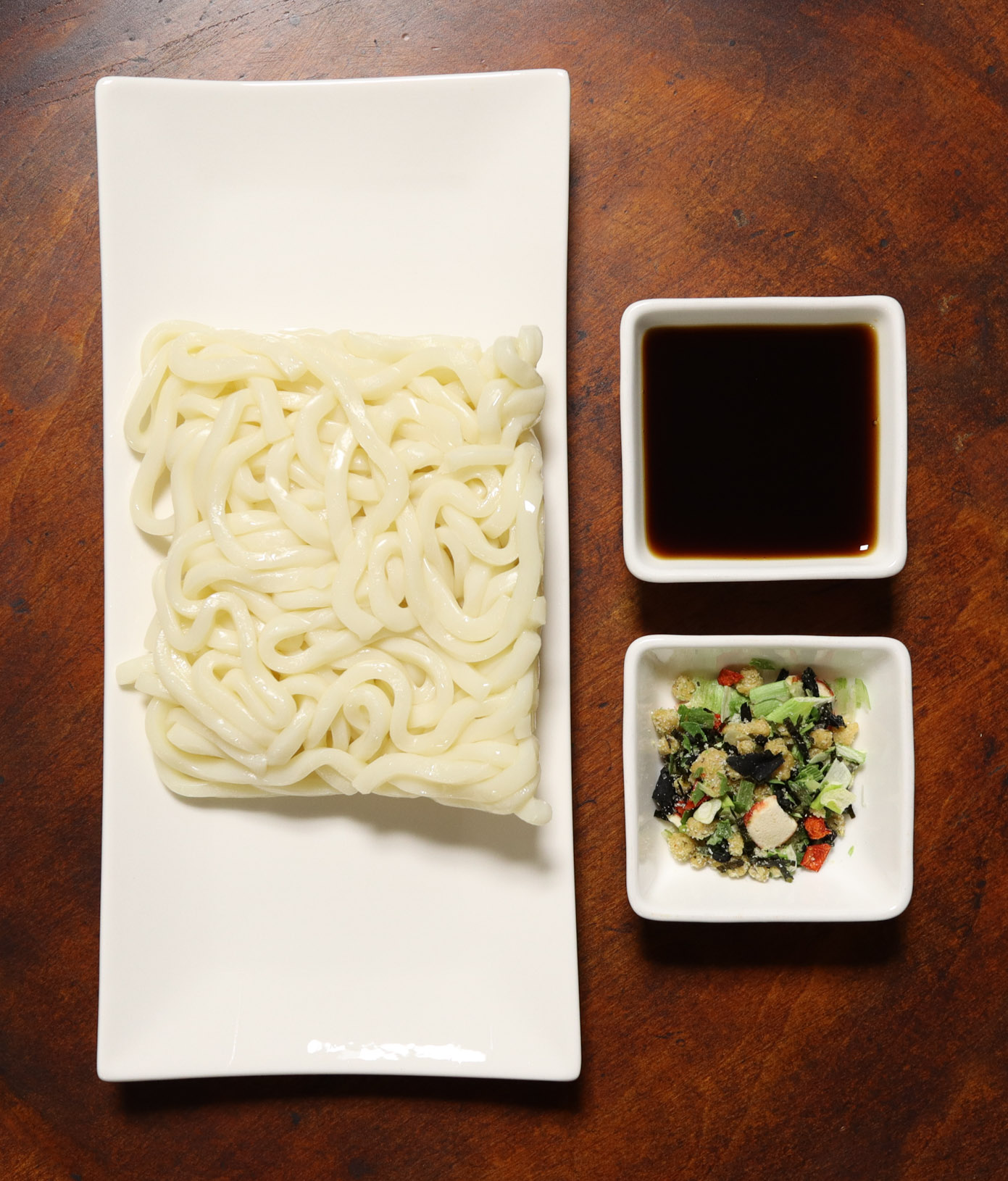
1996년  5월 16일 : 생생우동 봉지 출시
- 2003년 2월 10일 : 생생칼국수 출시
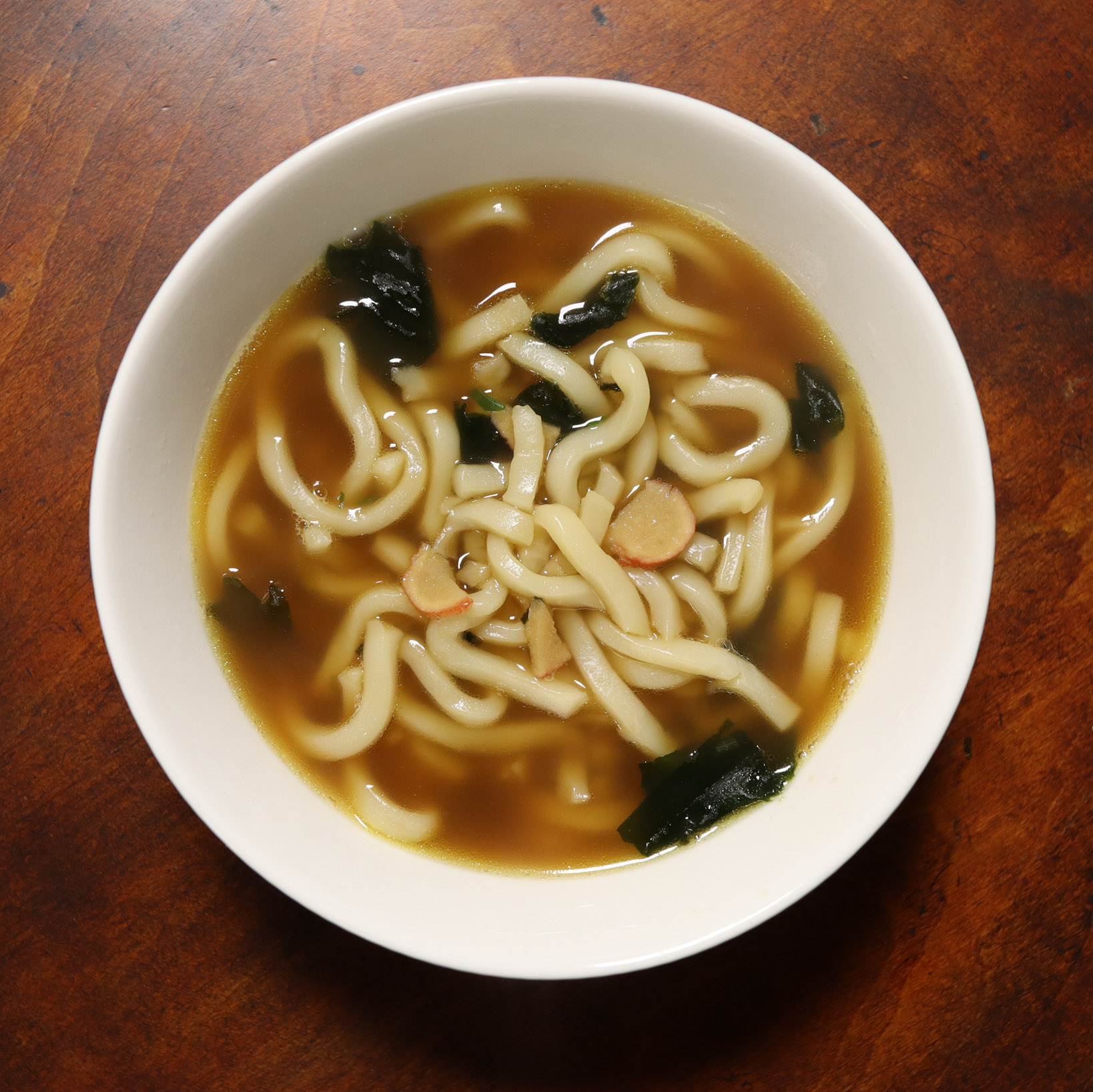
2007년 11월 22일 : 생생야끼우동 데리야끼맛 출시
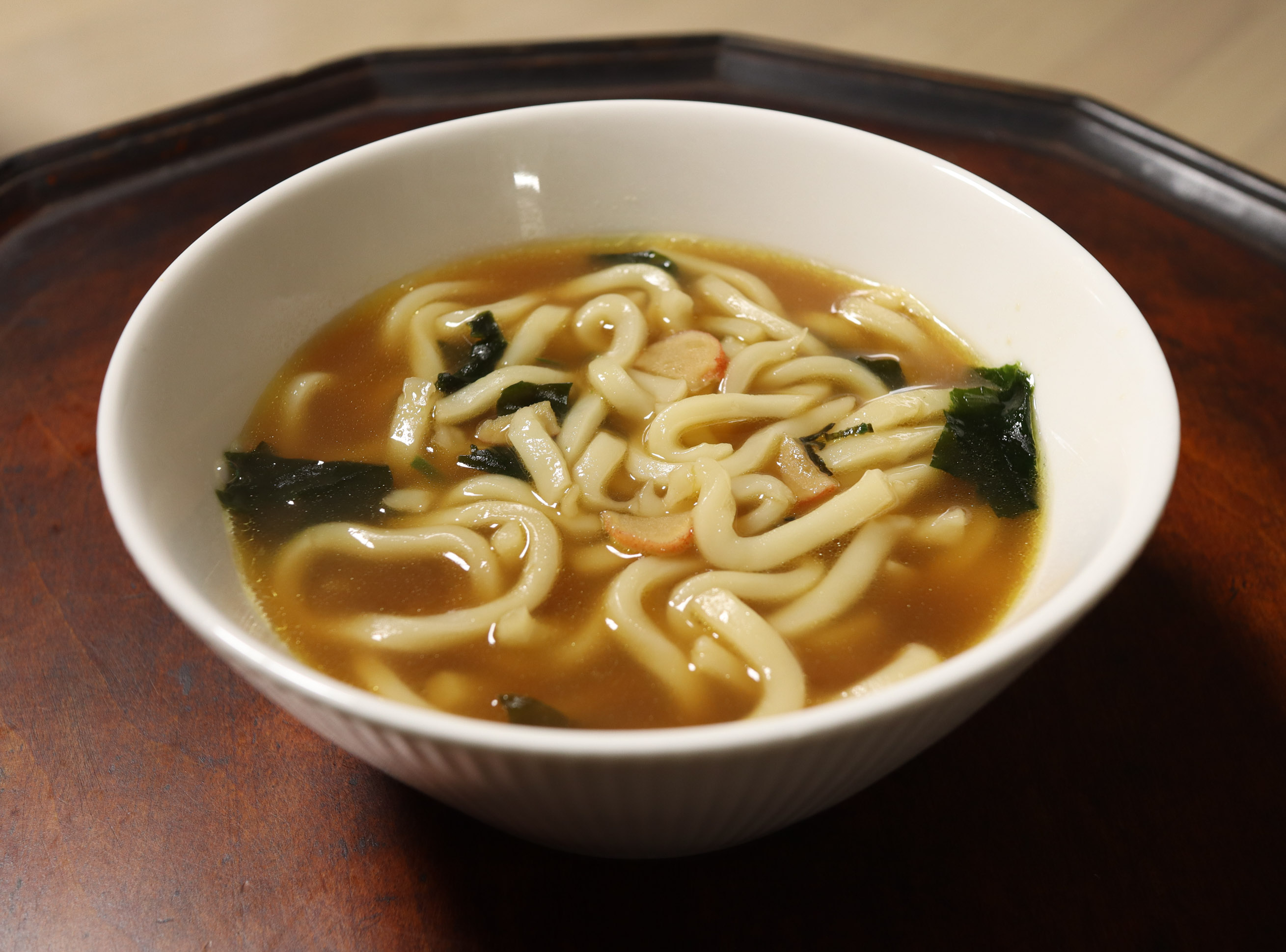
2008년 6월 30일 : 생생야끼우동 화끈한맛 출시

## 제품
생생우동 용기면
면 원재료: 소맥분(호주산), 변성전분, 미강유(태국산), 글루텐, 정제염, 미강풍미액, 혼합대두단백분말, 젖산, 후레쉬대파오일, 난백분, 레시틴, 산도조절제
스프 원재료: 정제수, 우동베이스, 양조간장, 미림, 가다랑어숙성베이스, 아미노산간장, 가쓰오추출물 , 포도당 , 정제염 , 멸치농축액 , 다시마추출물 , 정백당 , 글리신 , 표고농축액 , 이스트조미분 , 5-리보뉴클레오티드이나트륨 , 호박산이나트륨 , 고추가루 , 별미튀김 , 건조맛살 , 건미역 , 건파 , 신미조정제 (산도조절제,치자황색소) , 구운김후레이크 , 조미건조홍고추

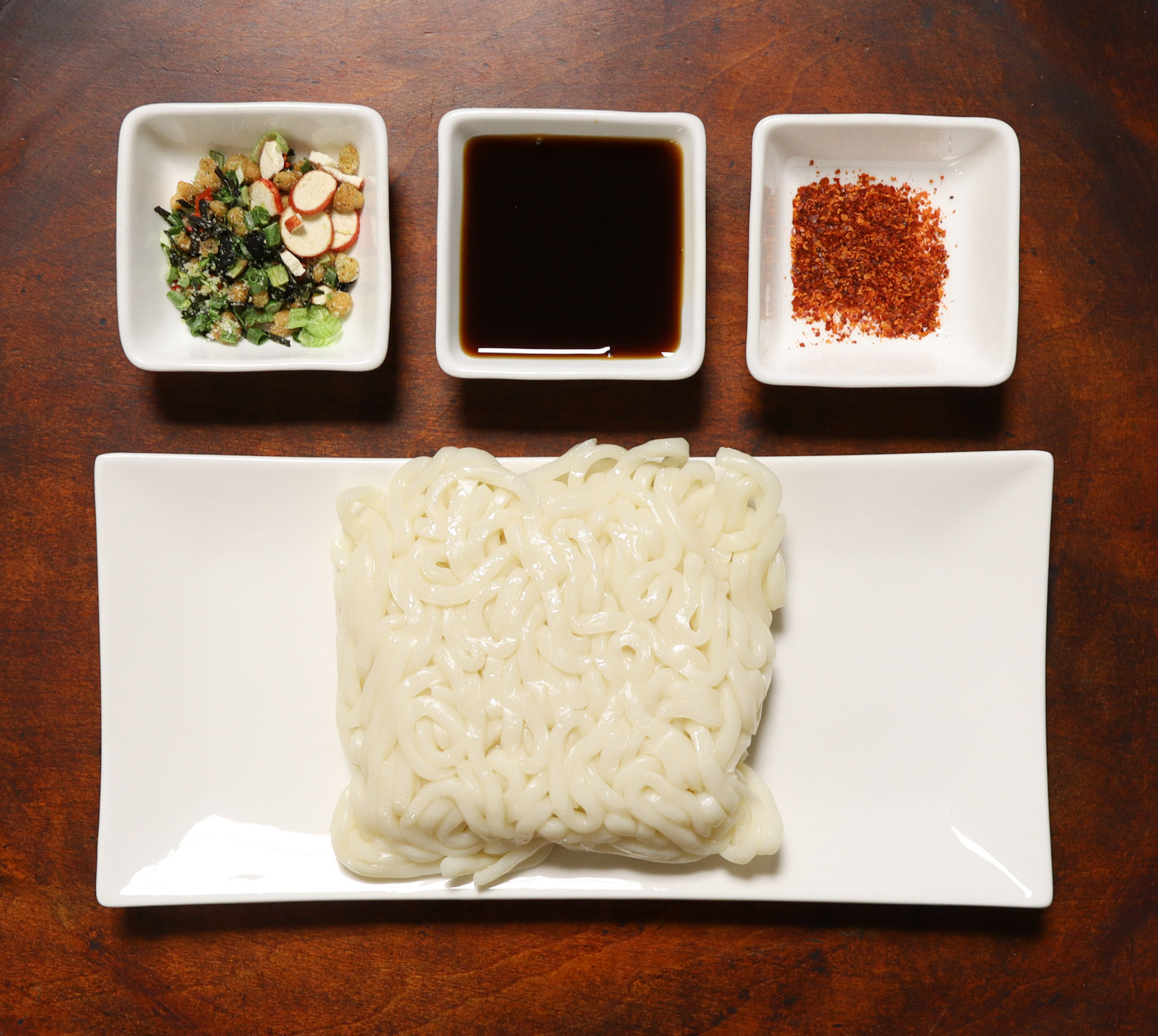
생생우동 용기면 재료
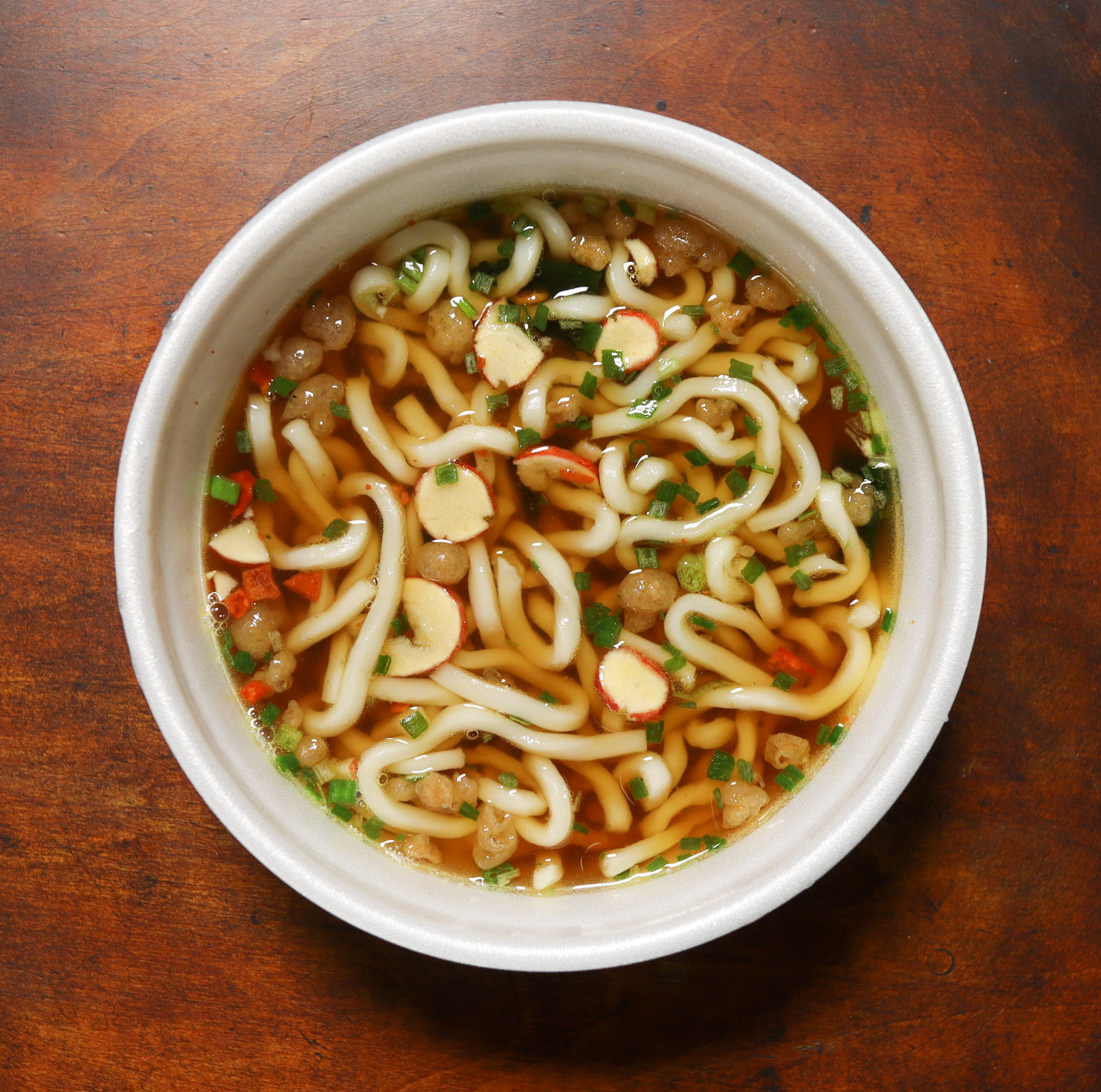
생생우동 용기면
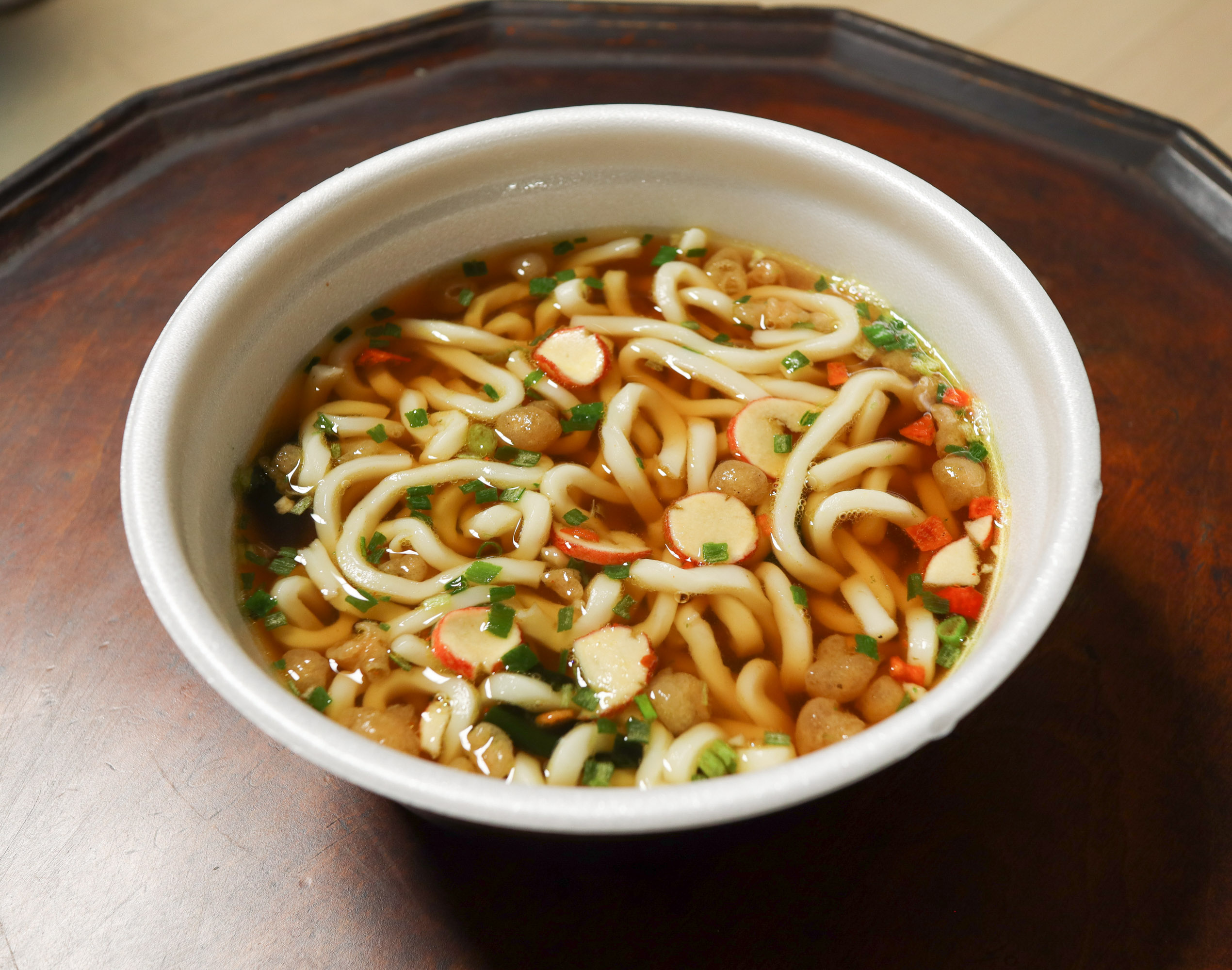
생생우동 용기면

생생우동 봉지면
면 원재료: 소맥분(호주산) , 변성전분 , 미강유(태국산) , 정제염 , 글루텐 , 미강풍미액 , 산도조절제 , 젖산 , 후레쉬대파오일 , 난백분 , 증점제 , 레시틴
스프 원재료: 정제수 , 우동베이스 , 양조간장 , 미림 , 가다랑어숙성베이스 , 아미노산간장 , 가쓰오추출물 , 포도당 , 정제염 , 멸치농축액 , 다시마추출물 , 정백당 , 글리신 , 표고농축액 , 이스트조미분 , 5-리보뉴클레오티드이나트륨 , 호박산이나트륨 , 별미튀김 , 건조맛살 , 건미역 , 건파 , 신미조정제(산도조절제, 치자황색소) , 구운김후레이크 , 조미건조홍고추
- 생생우동 봉지면 재료
- 생생우동 봉지면
- 생생우동 봉지면

생생 야끼우동 데리야끼맛
면 원재료: 소맥분(호주산) , 변성전분 , 미강유(태국산) , 정제염 , 글루텐 , 미강풍미액 , 산도조절제 , 젖산 , 후레쉬대파오일 , 난백분 , 효소제제 , 증점제 , 레시틴
스프 원재료: 물엿 , 미강유 , 호유굴소스 , 김추출물 , 우스타소스 , 치킨추출농축액 , 정백당 , 가쓰오추출물 , 돈골추출물 , 마늘쥬스농축액 , 양파쥬스농축액 , 액상과당 , 육수맛조미베이스 , 멸치추출물 , 조미돈지 , 야채볶음풍미유 , 5-리보뉴클레오티드이나트륨 , 효모추출물 , 생강추출물 , 분말카라멜(카라멜색소, 물엿분말) , 후추가루 , 호박산이나트륨 , 매운맛조미분 , 정제염 , 카다몸분말 , 건양배추 , 건청경채 , 혼합옥수수분말{호화옥수수분, 신미조정제(산도조절제)} , 건홍피망

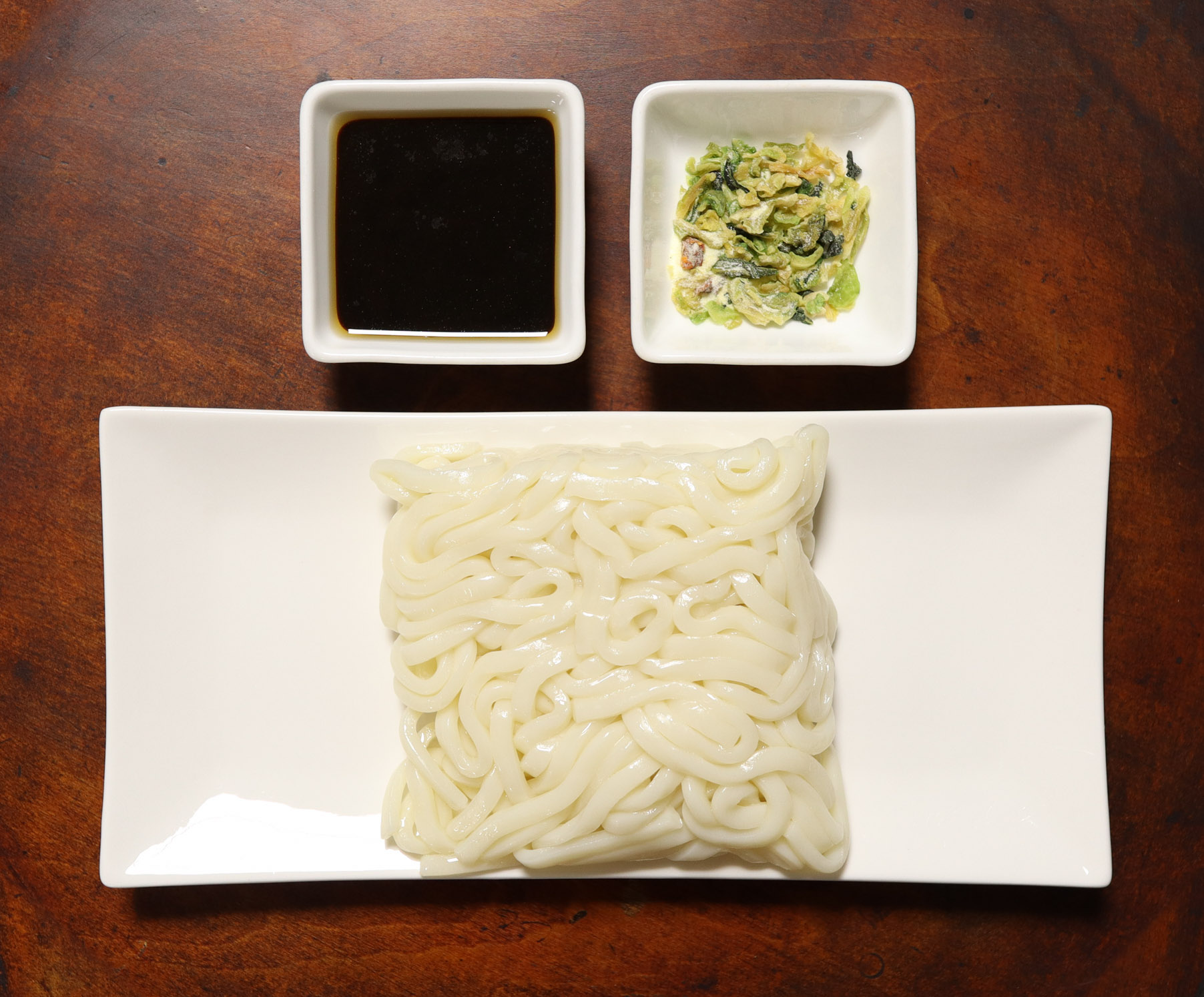
생생 야끼우동 데리야끼맛 재료
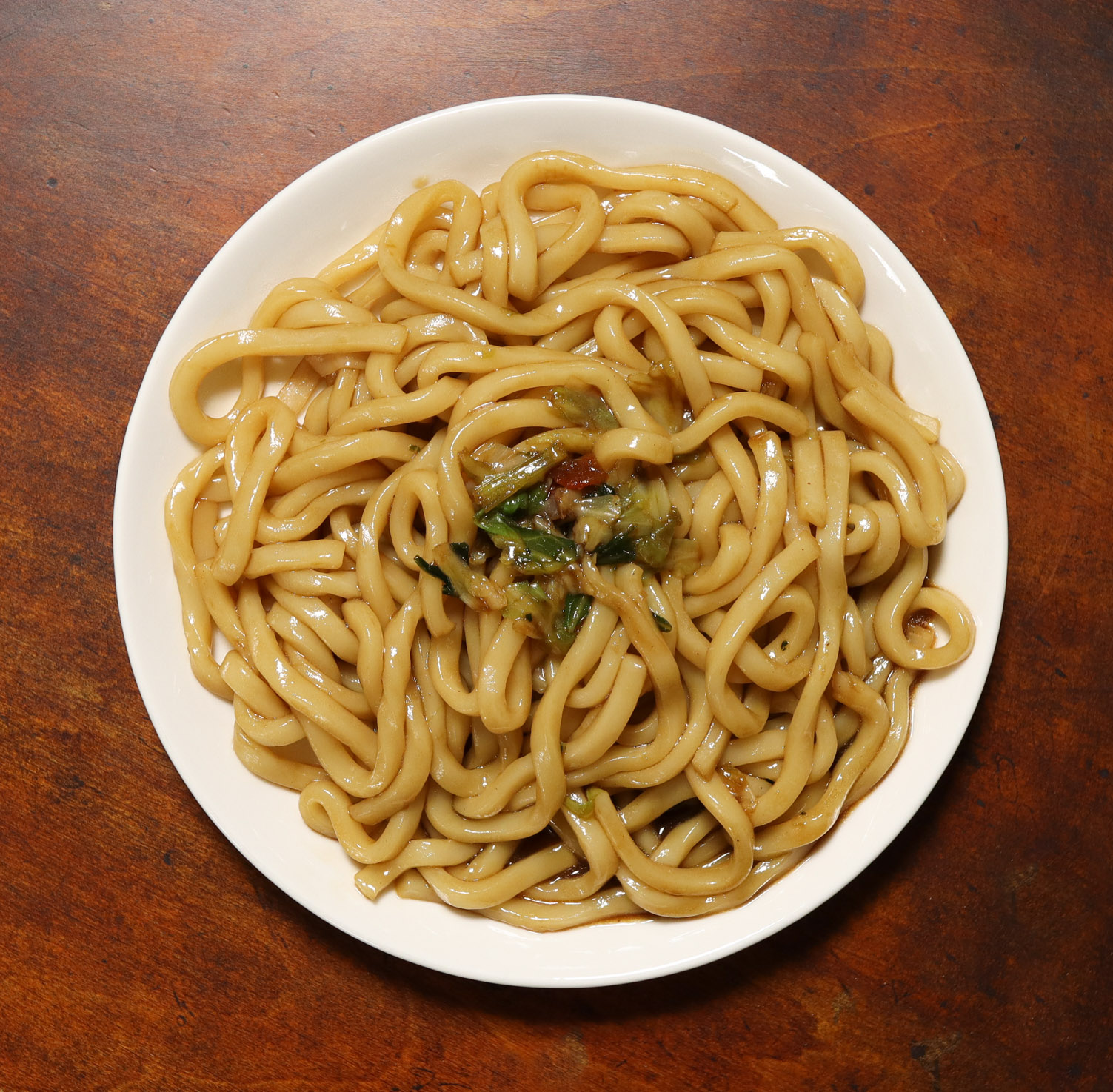
생생 야끼우동 데리야끼맛
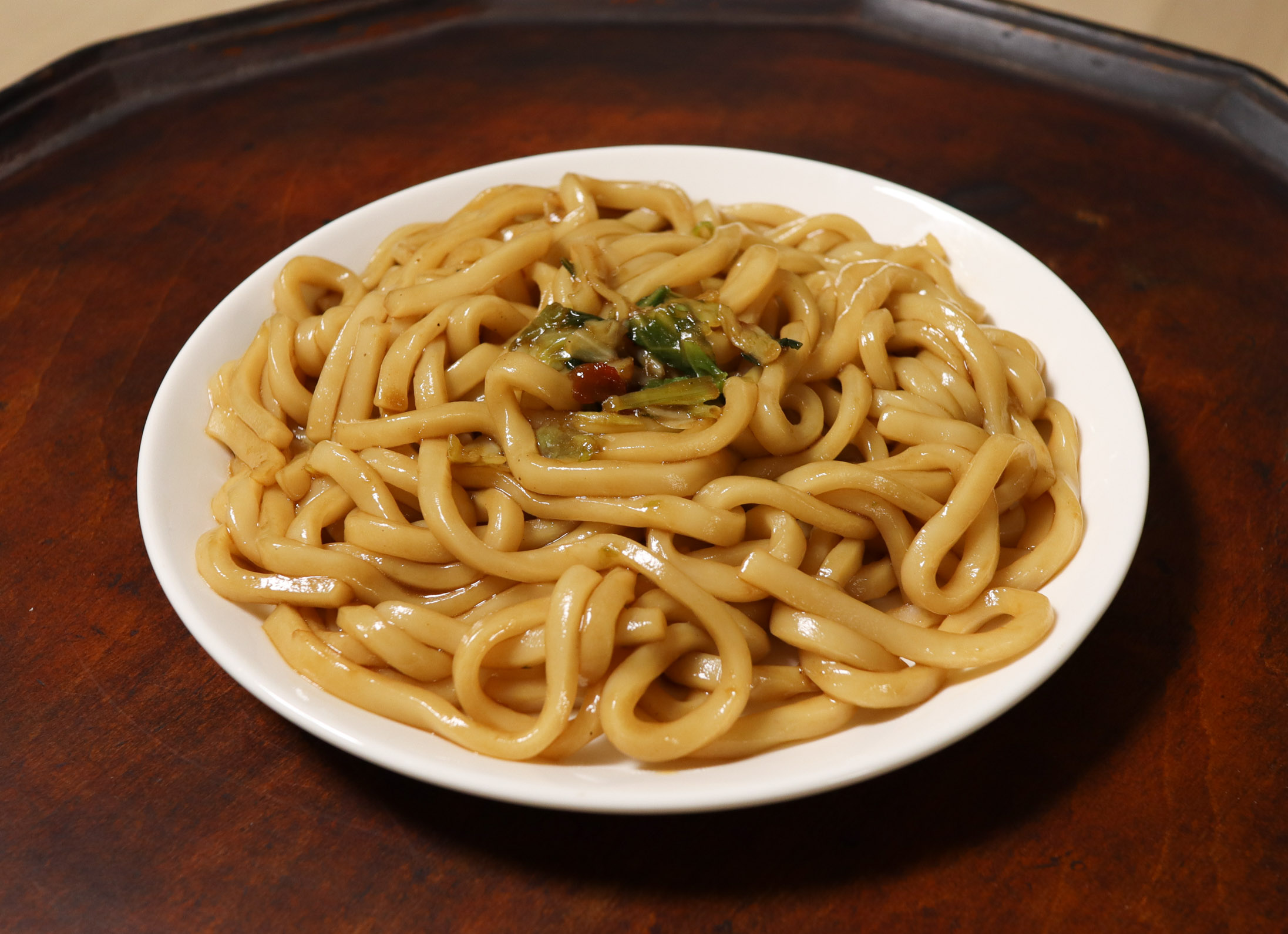
생생 야끼우동 데리야끼맛

생생 야끼우동 화끈한맛
면 원재료: 소맥분(호주산) , 변성전분 , 미강유(태국산) , 정제염 , 글루텐 , 미강풍미액 , 산도조절제 , 젖산 , 후레쉬대파오일 , 난백분 , 효소제제 , 증점제 , 레시틴
스프 원재료: 물엿 , 양파 , 해물추출물 , 오징어추출물 , 하나가쓰오추출물 , 고추조미유 , 치킨추출농축액 , 정백당 , 호유굴소스, 미림 , 표고농축액, 토마토케첩, 홍합추출물, 미강유, 마늘, 정제염, 육수맛조미베이스, 5-리보뉴클레오티드이나트륨, 고춧가루, 호박산이나트륨, 칠리추출물, 새우분말, 후추가루, 건양배추, 건청경채, 혼합옥수수분말{호화옥수수분, 신미조정제(산도조절제)}, 건홍피망

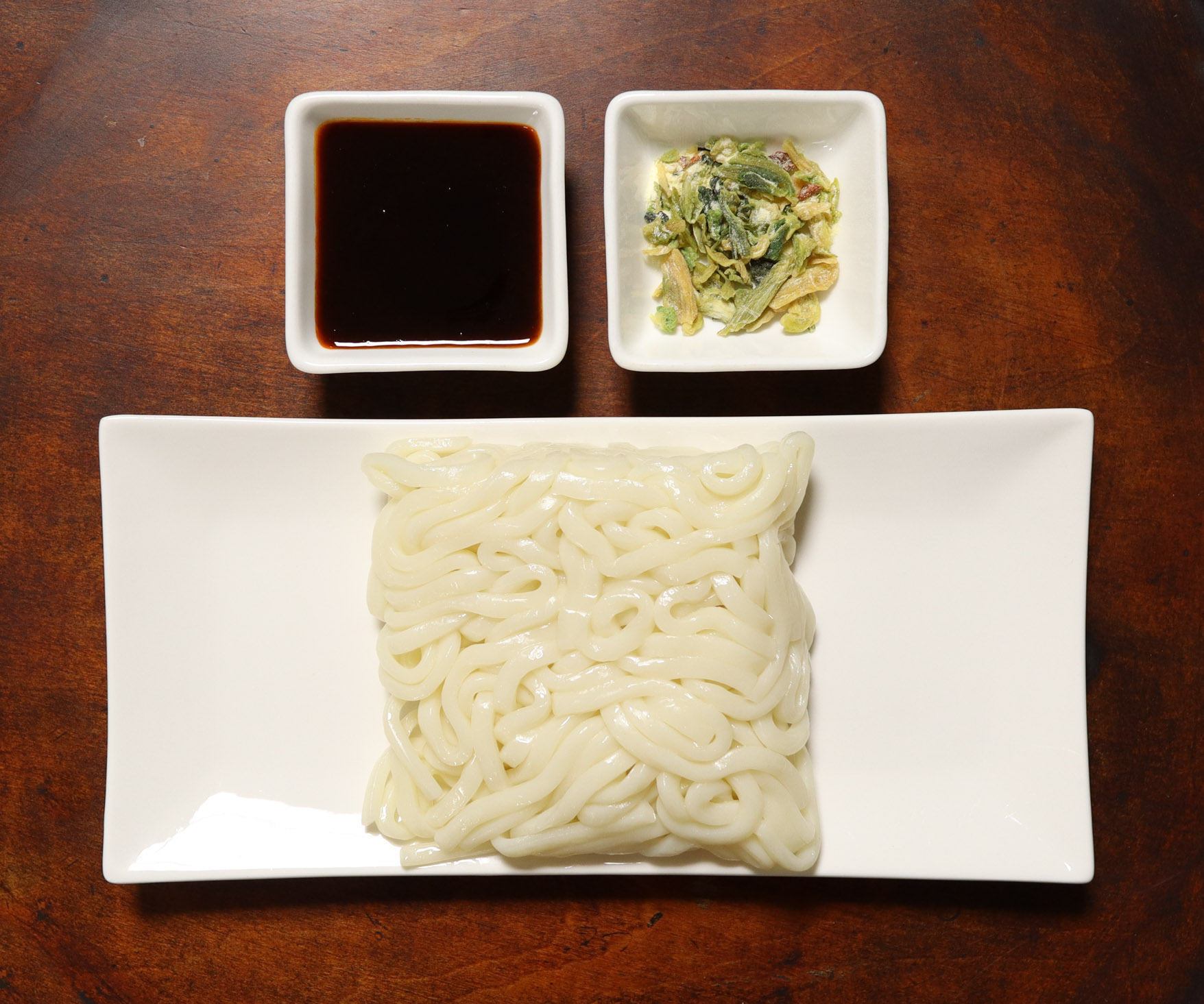
생생 야끼우동 화끈한맛 재료
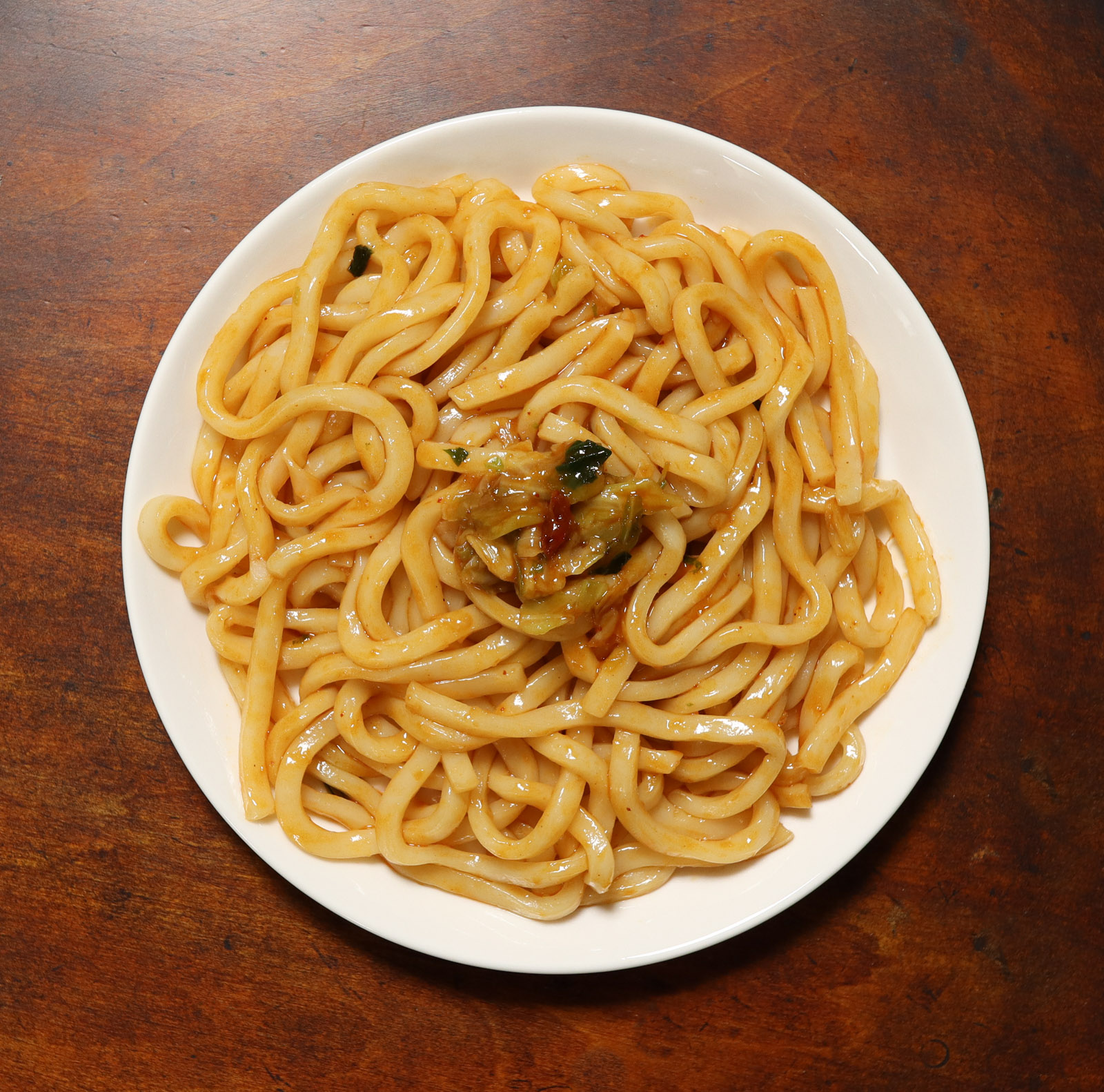
생생 야끼우동 화끈한맛
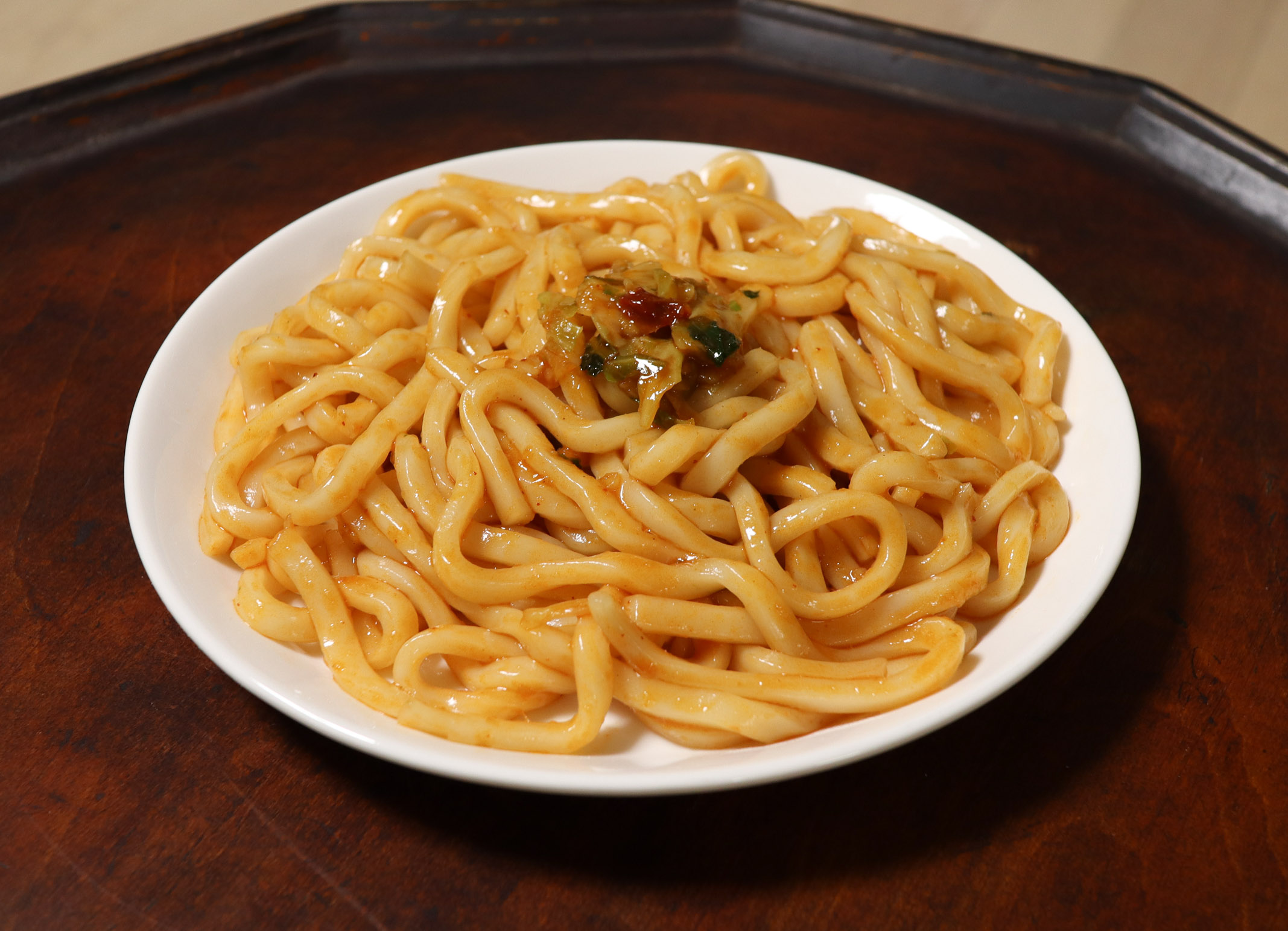
생생 야끼우동 화끈한맛